# Эла (циклон)

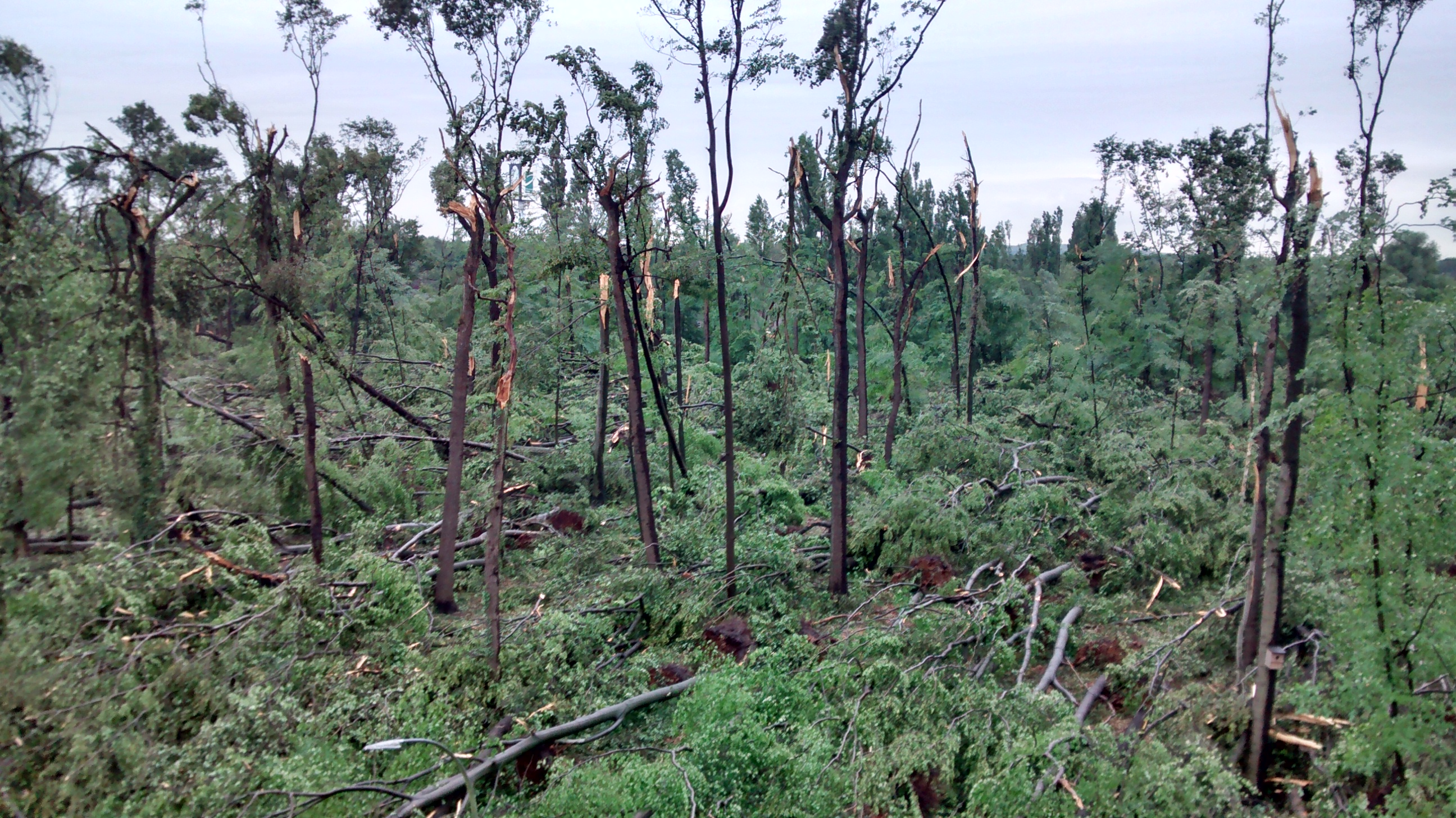
После урагана в Реклингхаузене

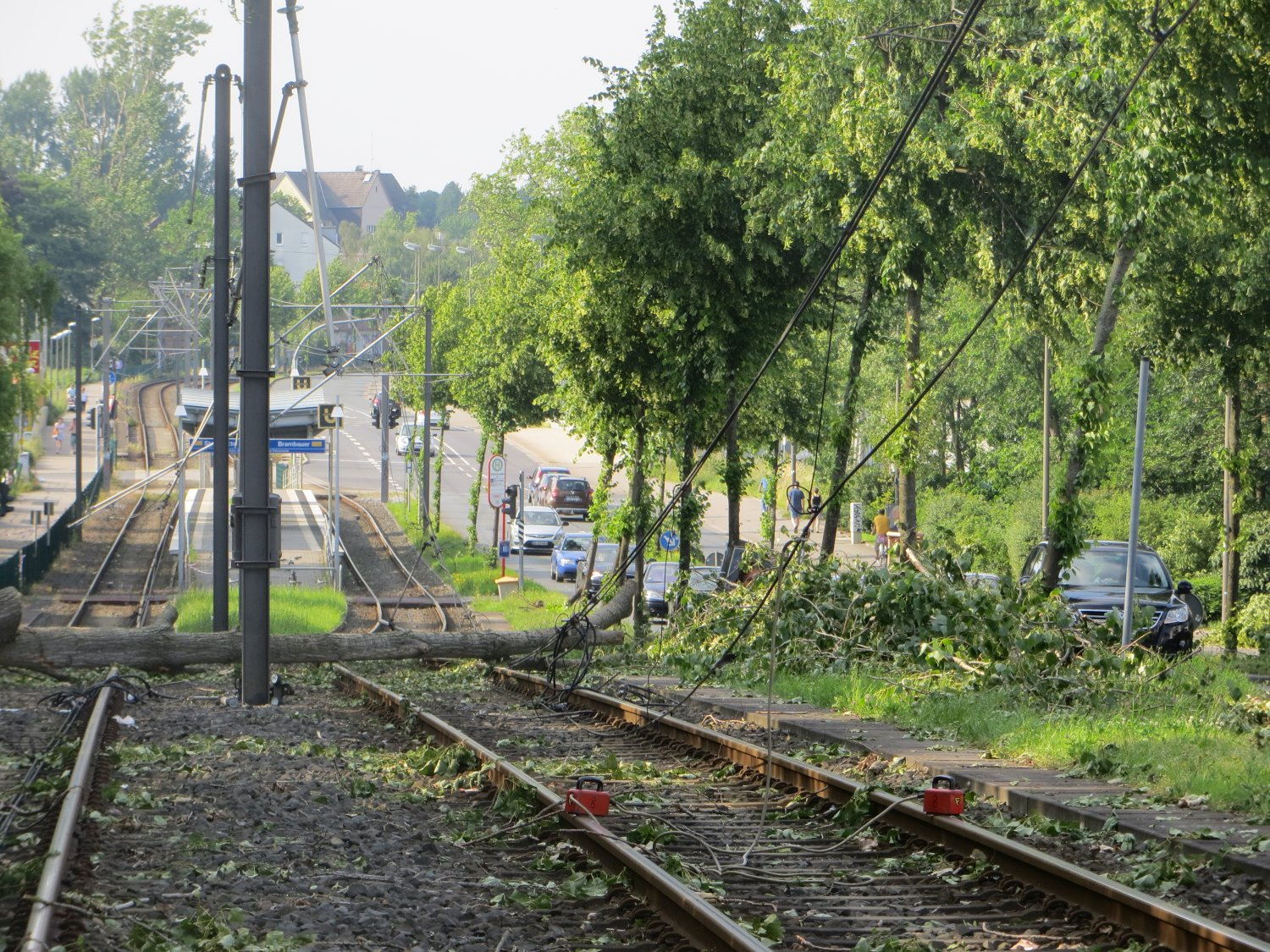
После урагана в Дортмунде

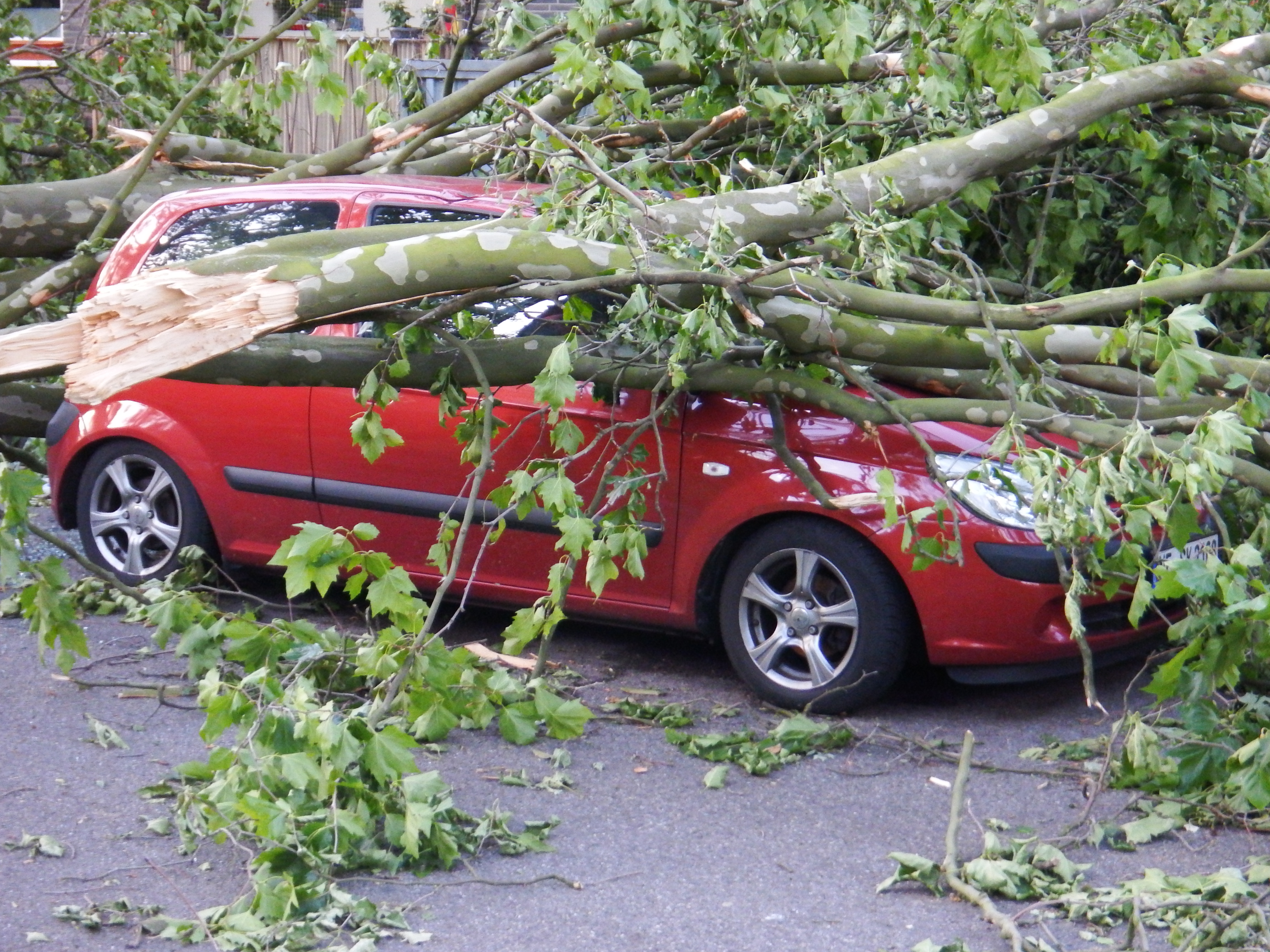
После урагана в Нойсе

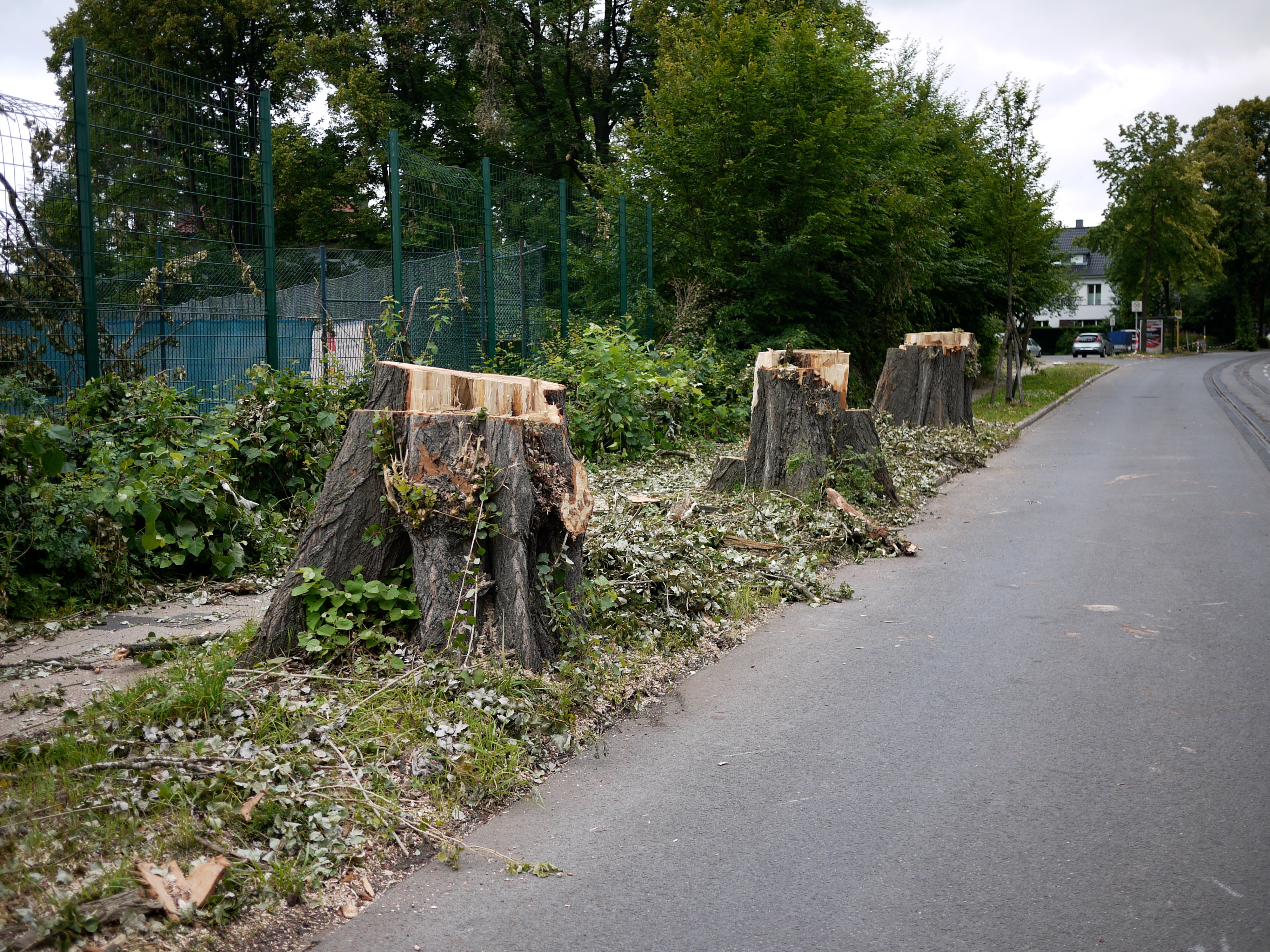
После урагана в Мюльхайме

Циклон «Эла» (нем. Zyklon "Ela") (9-10 июня 2014 года) — глубокий внетропический циклон, захвативший территорию федеральной земли Северный Рейн-Вестфалия с частью других прилегающих земель ФРГ и приведший к катастрофическим последствиям со смертельными исходами гражданских лиц и частичным разрушением транспортной инфраструктуры.

## Возникновение
По данным Центра непогоды Германии, в понедельник Троицы, 9 июня, горячий ветер с юга Европы устремился на север в промежуток между циклоном «Эла» над Восточной Атлантикой и антициклоном «Вольфганг» над Восточной Европой. В течение дня воздух над Германией прогрелся до рекордной температуры +38,2°С. Одновременно в полосе холодного фронта циклона («Эла-2») над проливом Ла-Манш начали скапливаться прохладные массы воздуха. В предфронтовой зоне, проходящей через территорию Франции и Бельгии, стали образовываться очаги гроз, к вечеру слившиеся в огромный по площади грозовой комплекс со своей собственной циркуляцией. В условиях высокой температуры в приземных слоях атмосферы и мощного вращательного и восходящего движения воздушных масс, образовалась редкая по частоте проявления и силе, так называемая суперячейковая гроза, начавшая пересекать Северный Рейн-Вестфалию. Наиболее сильный удар ураганного ветра пришёлся на Рейнско-Рурский регион. В аэропорту Дюссельдорфа была зафиксирована скорость ветра 142 км/час. По отдельным регионам выпало до 40 литров осадков на м².

## Последствия стихии
9 июня в промежутке времени 20-23 часа во время прохождения грозового фронта со шквалистыми порывами ветра, ливнем и местами градом, в Дюссельдорфе, Эссене, Кёльне и Крефельде погибло 6 человек. Кроме того, в Северном Рейне-Вестфалии тяжёлые травмы получили 30 человек и ещё 37 — лёгкие ранения. Местами произошли серьёзные разрушения и на несколько дней (по регионам — до трёх недель) нарушено железнодорожное сообщение. Первоначально, по предварительным данным, застрахованные убытки оценивались, как минимум, в 100 миллионов евро. Позже, по мере уточнения цифр, величина ущерба стала увеличиваться. Немецкая железная дорога разъяснила, что убытки от циклона «Эла» гораздо больше, чем от урагана «Кирилл» в 2007 году. По данным «Земельного производства леса и древесины СР-В» в целом по ФРГ зарегистрировано 80 тысяч кубометров уничтоженной деловой древесины, из них 61 тысяча — в регионах Рура и Нижнего Рейна, что, однако, меньше, чем при урагане «Кирилл». В наиболее пострадавших районах городов вырвано с корнем или сломано каждое четвёртое дерево, что значительно ухудшает экологическую обстановку на урбанизированных территориях.

### Дюссельдорф
В понедельник Троицы, 9 июня 2014 года, грозовой фронт циклона «Эла» прошёл вечером около 21 часа с запада через Дюссельдорф и причинял при этом тяжелые опустошения на территории города. 3 человека погибли, 11 были ранены и ещё 7 получили травмы во время спасательных операций и очистных работ. Первые оценочные данные показали, что на улицах города уничтожено 69 тысяч деревьев и ещё около 1 тысячи деревьев на кладбищах. По соображениям безопасности в дальнейшем должны быть спилены и многие другие. Уничтожено примерно 60 % деревьев Рейнского парка Гольцхайм, многочисленные повреждений получили парковые насаждения Хофгартена и Бенрата. Картина повреждений в парках Дюссельдорфа настолько велика, что город стали именовать «Джунгельдорф» (Деревня джунглей). Пожарные команды города до 13 июня вызывали 3101 раз, что в три раза больше, чем после урагана «Кирилл». Бундесвер выделил 330 солдат и 50 единиц военной техники инженерно-сапёрного полка № 100, включая мобильные установки для пилки деревьев и сапёрные танки. Существует опасение, что затраты на восстановление примерно 20 тысяч незастрахованных деревьев составят 40 миллионов евро, а вместе с новыми лесонасаждениями в лесах и парках города достигнут 100 миллионов евро.

### Эссен
До утра 13 июня 2014 года полиция Эссена вызывалась 950 раз на мероприятия, связанные с ликвидацией последствия урагана. В это же время пожарные команды получили 2350 вызовов. В Вердене пришлось эвакуировать фестиваль «Открытая площадка Вердена», где получили тяжёлые травмы 9 участников и 6 человек — лёгкие ранения. Кроме того, упавшими деревьями было раздавлено несколько сот автомобилей. Были блокированы дороги вдоль берега Бальденайзе, а также в Гругапарке и на кладбищах. Движение поездов через главный железнодорожный вокзал Эссена было на несколько суток парализовано.

### Нойс
В Нойсе многие деревья на улицах, в парках и на личных участках были сломаны или вырваны с корнем. На неделю прекратились занятия в общеобразовательных и музыкальной школе города, поскольку было небезопасно находиться на путях к ним. В ночное время улицы были закрыты для прогулок, как и все мероприятия в тёмное время суток.

### Зауэрланд
На вершине Калер-Астен в Зауэрланде метеостанция зафиксировала выпадение за сутки 38 литров осадков на 1 м². В Шмалленберге за двое суток прогремело 2 сильных грозы и выпал град диаметром более 4 см. Град повредил многочисленные транспортные средства, слуховые окна и стеклянные теплицы в нескольких районах города. Кроме того, град повредил куполы и крыши нескольких детских садов, школ и общественных зданий. Через повреждённую крышу вода залила школьный центр Шмалленберга. Из-за этого школа оставалась закрытой до 13 июня. В Высоком Заэрланде до 17 июня были востребованы страховки для 900 повреждённых автомобилей (это только в страховочной фирме LVM). Убытки оцениваются в 1,3 миллиона евро. В Мешеде на пути штормового порыва встал строительный магазин. Ветер скоростью 100 км/час поднял на воздух и разрушил часть строений, обломки которых были рассеяны по всей площади торгового центра. Материальный ущерб оценивается в 50 тысяч евро.